# سفيتيلينا يانيفا
سفيتلينا يانيفا (بالبلغارية: Цветелина Янева)‏ هي مغنية بلغارية ولدت في يوم 5 أكتوبر 1989 في مدينة بلوفديف في بلغاريا، تشتهر بغناء البوب التراثي، وقد اشتهرت في العالم العربي بغنائها لأغنية لا حبيبي لا (Broi Mi) مع رضا العبد الله في 2012.